# 22379 Montale
22379 Montale este o planetă minoră (asteroid) din centura de asteroizi. A fost descoperită pe 10 februarie 1994 la Circolo Culturale Astronomico di Farra d'Isonzo⁠(d) de Circolo Culturale Astronomico di Farra d'Isonzo⁠(d) și a fost numită după Eugenio Montale. 
Obiectul prezintă o orbită caracterizată de o semiaxă mare de 2,2867184 UAi, o excentricitate de 0,11, o înclinație de 3,58052 ° în raport cu ecliptica.